# Château de Montalet (Issou)
Pour les articles homonymes, voir Château de Montalet.
Ne doit pas être confondu avec Château de Montalet (Molières-sur-Cèze).
Le Château de Montalet  d'Issou appartenait au Duc de Bouillon - Charles-Godefroy de La Tour d'Auvergne - qui possédait également le château d'Issou situé à proximité. Charles-Godefroy de La Tour d'Auvergne décéda au château de Montalet. Le château de Montalet est aujourd'hui détruit. Avec le suffixe diminutif -et signifiant le « petit mont ».